# 科馬卡蘭
科馬卡蘭（西班牙語：Comacarán），是薩爾瓦多的城鎮，位於該國東部，由聖米格爾省負責管轄，面積34.62平方公里，海拔高度191米，2007年人口3,192，人口密度每平方公里92.2人。
13°32′N 88°04′W / 13.533°N 88.067°W